# Гросе-Зандшпитце
Гросе-Зандшпитце (нем. Große Sandspitze) — гора в Австрии. Пик расположен в Гайльтальских Альпах, горной цепи Южных известняковых Альп. Самая высокая вершина Гайльтальские Альп (2770 м), входит в группу Лиенцских Доломитов.

## Восхождения
Франц Миттерхофер, фермер из Тристаха, известный как Крайтмайер, впервые успешно поднялся на Гросе-Зандшпитце 2 июля 1886 года. Его маршрут как первого альпиниста достигал уровня сложности III и был самым сложным маршрутом в начальный период развития альпинизма в Лиенцевских Доломитовых Альпах. Второе восхождение было совершено окружным школьным инспектором Августом Колпом из Лиенца и главным пекарем и владельцем гостиницы Игнасом Линдером также из Лиенца через три недели 20 июля 1886 года. На саммите они обнаружили записку Миттерхофера в качестве доказательства его восхождения. Отчёт об этом туре был опубликован Реджинальдом Чермаком в «Сообщениях немецкой и австрийской альпийской ассоциации» (нем. Mitteilungen des Deutschen und Österreichischen Alpenvereins) в 1886 году.
При третьем восхождении на Гросе-Зандшпитце 25 июля 1888 года Август Колп с Францем Гасслером, Матиасом Мархером и Иоганном Штоллем поднялись прямо по северному хребту от Дауменшартля до вершины. На спуске они прошли через плоский пояс в канал Зандшпитценринне, чуть ниже Зандспартеншартель и оттуда вокруг соседней вершины Клайне-Зандшпитце в Шартеншартль. Этот маршрут является более простым и вскоре он стал стандартным маршрутом для восхождений.